# Moscheea Al-Kadhimiya
Moscheea Al-Kadhimiya este o moschee din orașul Bagdad, Irak. Acesta este unul dintre cele mai importante sanctuare ale musulmanilor șiiți deoarece aici sunt îngropați al șaptelea imam, Musa al-Kadhim și al nouălea, Muhammad at-Taqi. Numele de Kadhimiya vine de la cartierul în care se află locașul.

## Istorie
Imamul Musa al Kadhim, a murit în anul 799 d.Hr și a fost îngropat într-un cimitir aflat în actualul cartier Kadhimiya din Bagdad. În anul 834/835, după moartea celui de-al nouălea imam, Muhammad at-Taqi, trupul acestuia din urmă a fost adus de la Samarra la Bagdad pentru a fi îngropat alături de bunicul său. În anul 947, Mu'izz al-Dawla, conducător al  dinastiei șiite Buyde, decide construirea unui altar peste mormintele celor doi imami. După aceea, altarul a fost extins de succesorii lui Mu'izz, devenind un important loc de pelerinaj pentru credincioșii șiiți. În anul 1226, după cele două incendii din anii 1052 și 1224, califul abbasid Az-Zahir decide renovarea locașului și ridicarea unui dom.
În anul 1509, după ce orașul Bagdad a intrat în posesia Imperiului Safevid, șahul Ismail I vine la Bagdad în pelerinaj la mormintele celor doi imami. Cu această ocazie a ordonat restaurarea și extinderea vechiului sanctuar. Sala de rugăciune a fost placată cu marmură, au fost ridicate două domuri deasupra celor două morminte și au fost construite în total 4 minarete, inițial fiind doar două.
De-a lungul timpului moscheea a fost ținta a numeroase atentate teroriste îndreptate împotriva șiiților. În anul 2004, în ziua de Așura, sărbătoare ce comemorează martiriul de la Karbala, o explozie a ucis 75 de persoane. Alte 21 de persoane au căzut victime unor atentate în anul 2007. În anul 2008 a avut loc un nou atentat ce a ucis 24 de persoane, iar în 2009 au avut loc trei atentate ce s-au soldat cu 38 respectiv 7 și 66 de morți.

## Fotogalerie

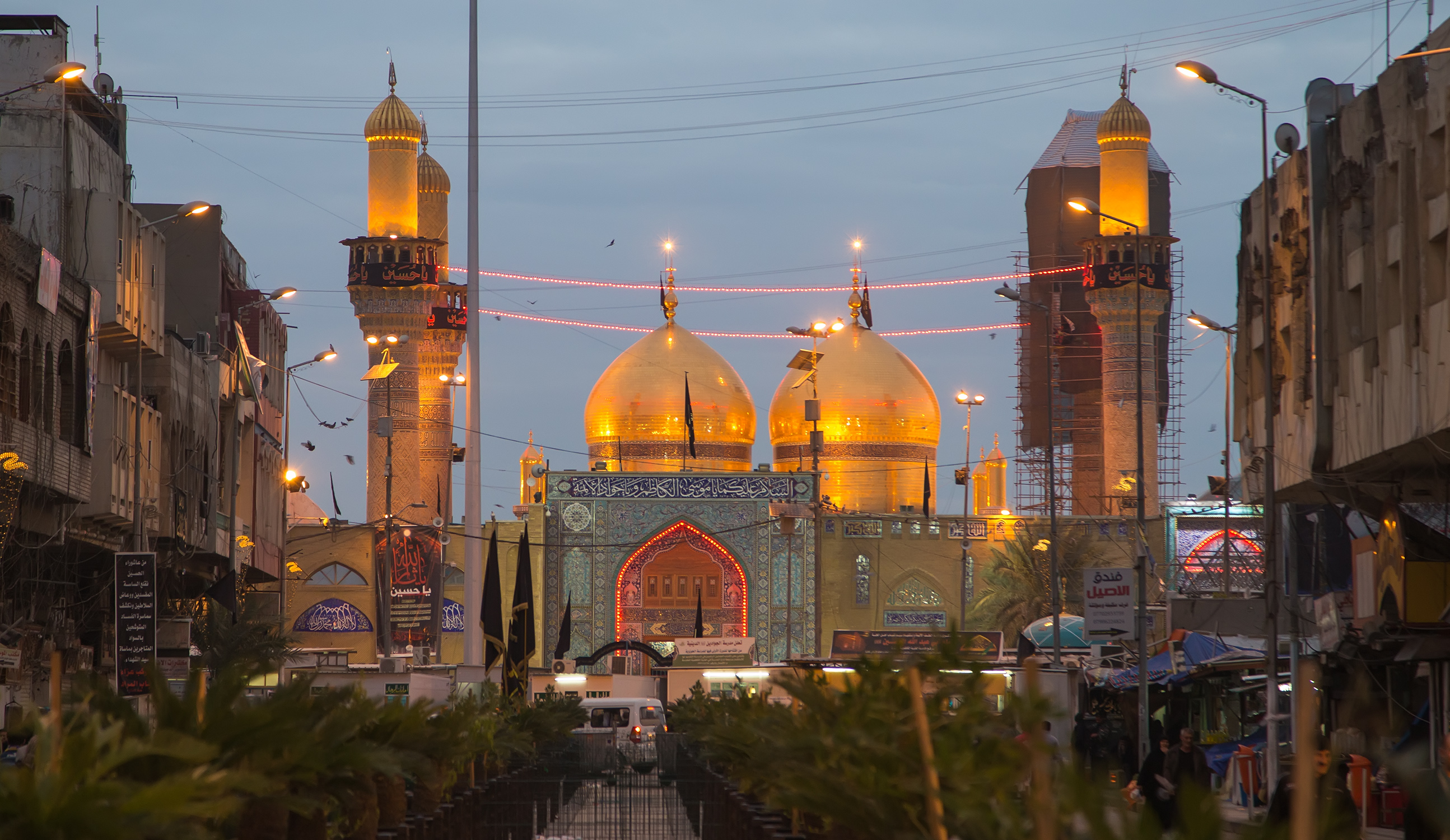
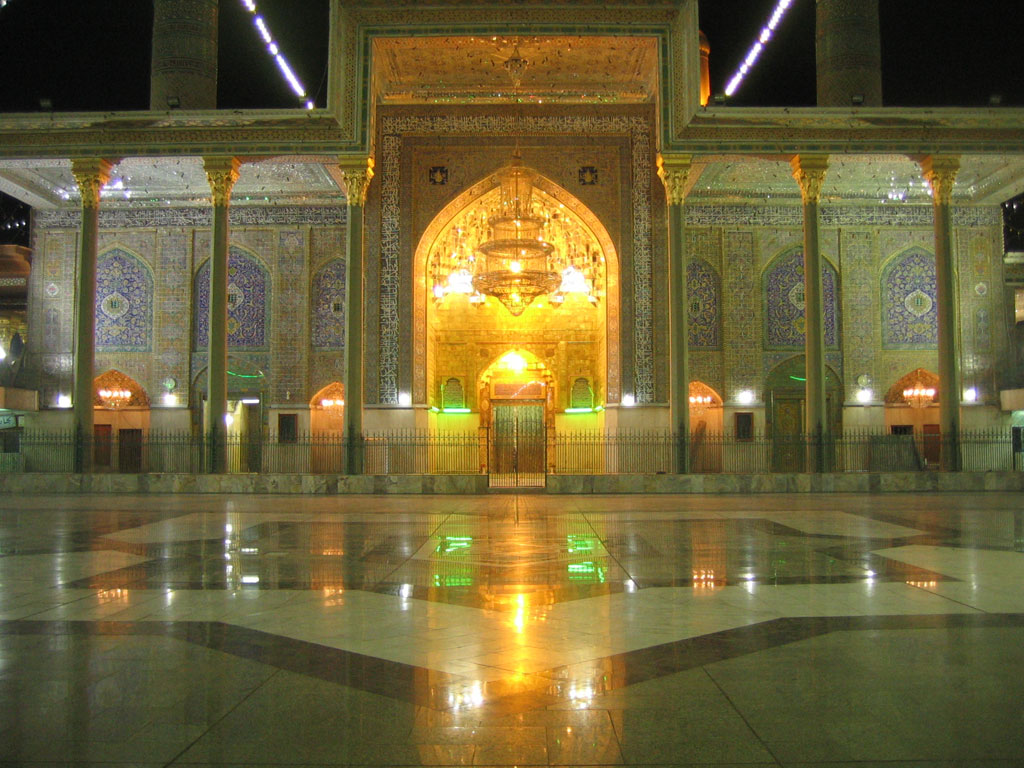
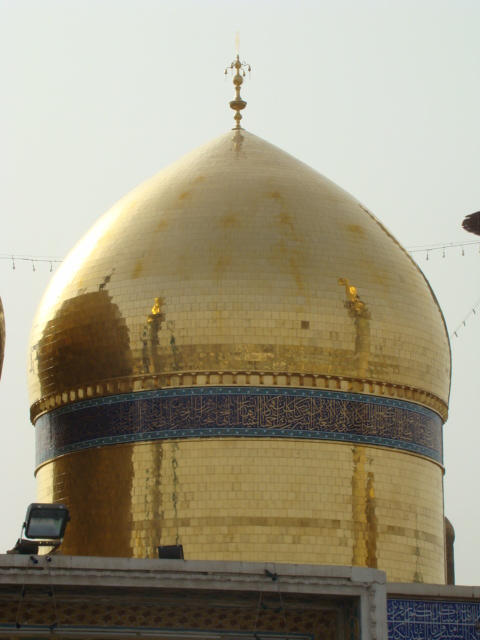
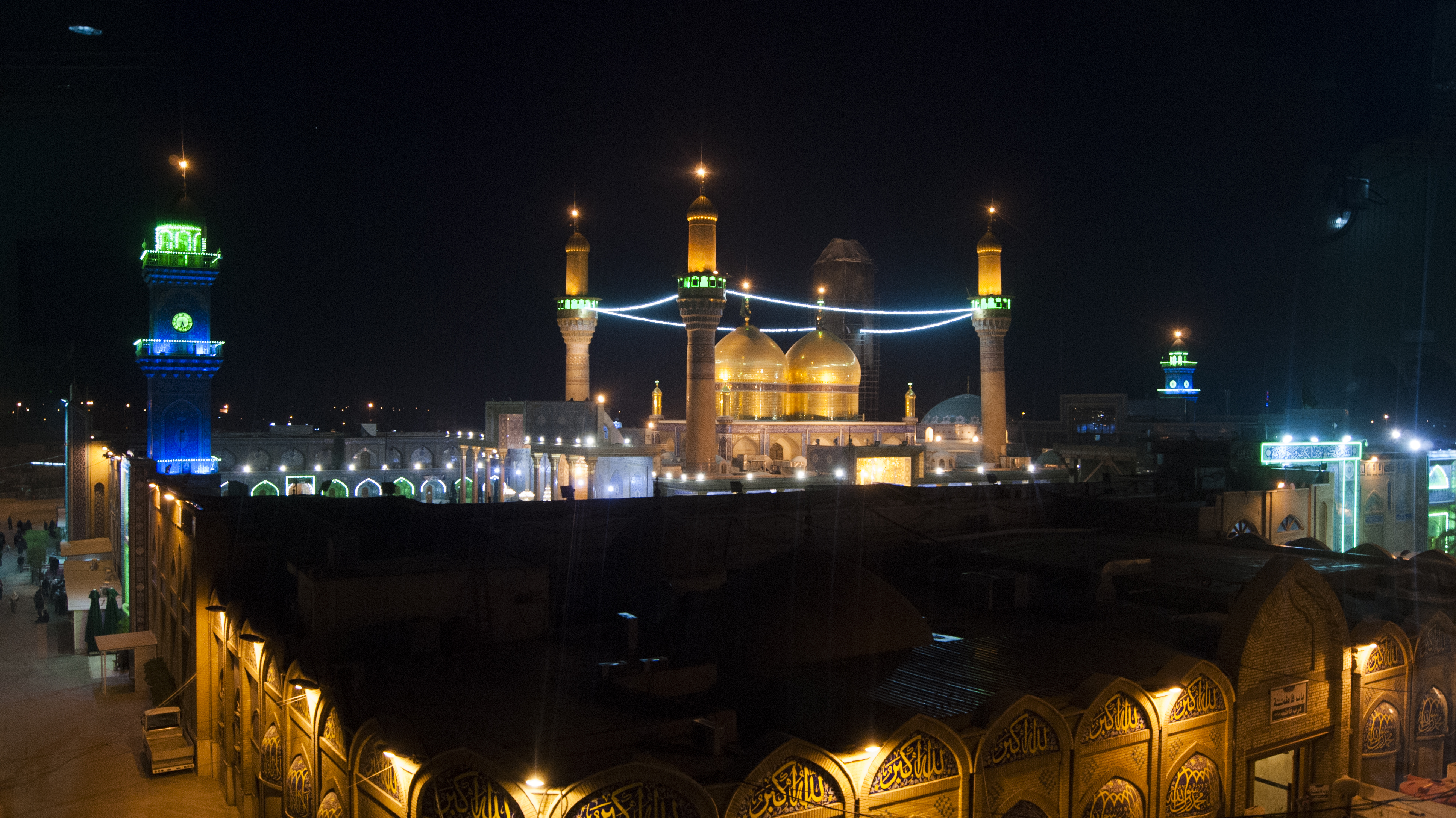